# Karack
Karack (biał. Карацк; ros. Карацк) – agromiasteczko na Białorusi, w obwodzie mińskim, w rejonie kleckim, w sielsowiecie Hołynka.
W XIX w. dwie wsie: Wielki Karack i Mały Karack oraz folwark. W dwudziestoleciu międzywojennym wsie Wielki Karack, Mały Karack i Nowy Karack oraz folwark leżały w Polsce, w województwie nowogródzkim, w powiecie nieświeskim. W Małym Karacku urodził się święty prawosławny i ofiara łagrów Mateusz Krycuk.